# 加纳戈比
加纳戈比（法語：Ganagobie，法語發音：[ɡanaɡɔbi]）是法国上普罗旺斯阿尔卑斯省的一个市镇，属于福卡尔基耶区。

## 地理
加纳戈比（44°0'32"N, 5°54'59"E）面积10.5 平方千米，位于法国普罗旺斯-阿尔卑斯-蓝色海岸大区上普罗旺斯阿尔卑斯省，该省份为法国东南部内陆省份，北起上阿尔卑斯省，西接沃克吕兹省，西北接德龙省，南至瓦尔省，东临滨海阿尔卑斯省，东北部与意大利接壤。
与加纳戈比接壤的市镇（或旧市镇、城区）包括：吕尔、萊梅、佩吕、锡贡斯。

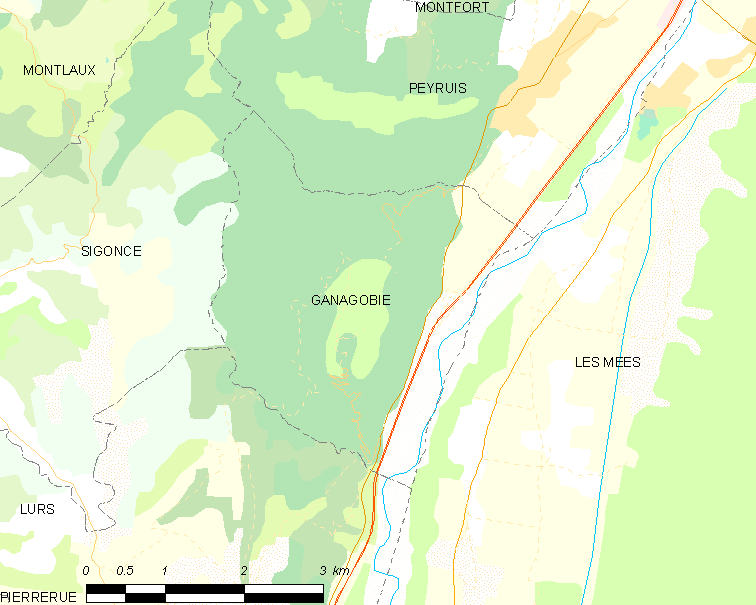
加纳戈比的OSM定位图

加纳戈比的时区为UTC+01:00、UTC+02:00（夏令时）。

## 行政
加纳戈比的邮政编码为04310，INSEE市镇编码为04091。

## 政治
加纳戈比所属的省级选区为阿尔努堡-圣欧邦县。

## 人口

1962-2008年间加纳戈比人口变化图示

加纳戈比于2022年1月1日时的人口数量为90人。